# Milamores (álbum)
Milamores es el tercer álbum de estudio de la cantante mexicana Sofía Reyes. Fue lanzado el 2 de noviembre de 2023 por Warner Music Latina.
El álbum se caracteriza por el estilo clásico de Sofía, aunque tiene una variedad de ritmos entre urbano, pop, cumbia y bachata, y otros ritmos internacionales. Asimismo el 2 de noviembre de 2023, el álbum se estrenó junto al sencillo «Milamores» junto al rapero mexicano Gera MX.
De este álbum, se desprenden sencillos como: «Cobarde», «tqum» y «Hoy me porto mal» entre otros. En este álbum, están incluidas las participaciones de Danna Paola, Kim Petras, Beéle, Caloncho y El Gran SIlencio entre otros.

## Lista de canciones
| N.º | Título                                  | Duración |  |
| 1.  | «Florecer»                              | 0:23     |  |
| 2.  | «La Batidora» (con El Gran Silencio)    | 2:36     |  |
| 3.  | «Hoy me porto mal»                      | 2:13     |  |
| 4.  | «Delirio»                               | 2:53     |  |
| 5.  | «Cobarde» (con Beéle)                   | 2:46     |  |
| 6.  | «Sabor a ti»                            | 2:56     |  |
| 7.  | «Altitud» (con Ingratax)                | 2:41     |  |
| 8.  | «Milamores» (con Gera MX)               | 3:31     |  |
| 9.  | «Gaia» (con Delian)                     | 2:44     |  |
| 10. | «Luna»                                  | 2:28     |  |
| 11. | «Yo tuya, tú mío» (con Caloncho)        | 3:51     |  |
| 12. | «tqum» (con Danna Paola)                | 2:29     |  |
| 13. | «Noche de sirenas» (con Mariah Angeliq) | 2:27     |  |
| 14. | «Rosas»                                 | 2:02     |  |

### Ediciones especiales
| N.º | Título                                | Duración |  |
| 1.  | «tqum» (con Kim Petras y Danna Paola) | 2:30     |  |